# 1932 au Nouveau-Brunswick
Chronologie du Nouveau-Brunswick
- 1928
- 1929
- 1930
- 1931
- 1932
- 1933
- 1934
- 1935
- 1936

Cette page concerne des événements d'actualité qui se sont produits durant l'année 1932 dans la province canadienne du Nouveau-Brunswick.

## Événements
- 27 juin : George Burpee Jones est réélu député fédéral de sa circonscription de Royal lors d'une élection partielle organisée.
- 12 septembre : fondation de la paroisse d'Allardville par l'abbé Jean-Joseph-Auguste Allard.
- 21 septembre : Oswald Smith Crocket devient juge à la Cour suprême du Canada.
- 5 octobre : Allison Dysart est élu chef de l'association libérale face à John Babbitt McNair.

## Naissances
- 1er janvier : John E. Irving, homme d'affaires.
- 11 février : Claude Picard, peintre.
- 22 mars : Bud Bird, ministre et député.
- 20 avril : Elsie Wayne, maire et député.

## Décès
- 6 mars : Duncan Hamilton McAlister, député.
- 22 avril : Charles Joseph Morrissy, député.
- 16 octobre : James Robinson, député.
- 27 décembre : Irving Randall Todd, sénateur.